# 2-nonenale
Il 2-nonenale è un'aldeide insatura. Si presenta come liquido incolore ed è una componente aromatica importante della birra invecchiata e del grano saraceno.

## Caratteristiche dell'odore
L'odore di questa sostanza è percepito come radice di iris, grasso e cetriolo. Il suo odore è stato associato ad alterazioni dell'odore del corpo umano durante l'invecchiamento.